# Stage-festival international de Châteauroux
Le Stage-festival international de Châteauroux, organisé par l'association DARC est un événement qui allie un stage de danse, chant et comédie, à des concerts tout public. Cette manifestation se déroule chaque été au mois d'août, à Châteauroux dans l'Indre.  

## Historique
L'association DARC (Danse-Art-Rythme-Culture) est créée au début des années 1970, la première édition du Stage-Festival International de Châteauroux a lieu en 1976.
Toutes les manifestations sont annulées en 2020 et 2021 en raison de la pandémie de Covid-19.

## Manifestations

### Stage international
Le Stage International de Châteauroux se déroule tous les ans au mois d'août. Plus de 600 stagiaires, viennent à cette manifestation de danse, de chant et de comédie,. 25 disciplines avec une trentaine de professeurs et accompagnateurs musicaux sont proposés,. À la fin des deux semaines de stage, l'ensemble des stagiaires se retrouvent ensemble sur scène pour un spectacle final,.

### Concerts
Le Festival réunit chaque année 16 artistes sous un chapiteau de 8 000 places à Châteauroux, se sont ainsi par exemple produits : Julien Doré, Boy George, Renan Luce, Vianney, Boulevard des Airs, Naâman, Feu! Chatterton. 
Il se clôture tous les ans par un spectacle final réunissant tous les stagiaires du Stage International de Châteauroux.